# Ehrenmedaille für Kriegsverdienst 1870
Die Ehrenmedaille für Kriegsverdienst 1870 wurde am 21. Oktober 1870 während des Deutsch-Französischen Krieges in Sannois durch Fürst Georg Albert von Schwarzburg-Rudolstadt gestiftet und war zur Verleihung an Unteroffiziere und Mannschaften vorgesehen, die die schwarzburgisch-rudolstädtische Staatsangehörigkeit besaßen.

## Aussehen
Das Ehrenzeichen ist eine aus Silber gefertigte runde Medaille. Im Avers ist die dreizeilige Inschrift VERDIENST IM KRIEGE zu lesen, die von einem unten zusammen gebundenen Lorbeerkranz mit Früchten umschlossen ist. Im Revers ist das von einem Fürstenhut überhöhte spiegelbildlich verzierte Monogramm G (Georg) sowie darunter die Jahreszahl 1870 zu sehen.

## Trageweise
Getragen wurden die Auszeichnung an gelben Band mit einem blauen Mittel- und Seitenstreifen auf der linken Brustseite. 

## Verleihungen
Insgesamt lassen sich 146 Verleihungen dokumentieren. Für den Deutsch-Französischen Krieg wurden 137 Medaillen verausgabt. Weitere Exemplare gingen an Matrosen bei der Kaiserlichen Marine sowie 1906/07 an Angehörige der Schutztruppe von Deutsch-Südwestafrika.